# Volta ao Algarve de 1986
O 12.ª Volta ao Algarve tem tido lugar do 1986.

## Generalidades
A velocidade média desta volta é de ? km h.

## As etapas
| Etapa     | Localidades | Km  | Vencedor            | Segundo             | Terceiro         | Duração         | Velocidade média (km h) | Líder da geral   |
| 1.ª etapa | ?           | 173 | Carlos Santos,      | Alexandre Ruas,     | Manuel Cunha,    | ? h ? min ? s   | ?                       | Carlos Santos,   |
| 2.ª etapa | ?           | 103 | António Apolo,      | Vitor Rodrigues,    | Malcolm Elliott, | 2 h 36 min 31 s | ?                       | ?                |
| 3.ª etapa | ?           | 118 | Joaquim Salgado,    | António Alves,      | Carlos Santos,   | 3 h 05 min 01 s | ?                       | ?                |
| 4.ª etapa | ?           | 123 | Carlos Pereira,     | Joey McLoughlin,    | Marco Chagas,    | 3 h 47 min 47 s | ?                       | ?                |
| 5.ª etapa | ?           | ?   | Joey McLoughlin,    | Marco Chagas,       | Manuel Cunha,    | 1 h 07 min 38 s | ?                       | ?                |
| 6.ª etapa | ?           | ?   | Joey McLoughlin,    | Fernando Fernandes, | Constâncio Reis, | ? h ? min ? s   | ?                       | Joey McLoughlin, |
| 7.ª etapa | ?           | ?   | Fernando Fernandes, | Benjamin Carvalho,  | Malcolm Elliott, | 4 h 53 min 19 s | ?                       | Manuel Cunha,    |

## Classificação geral
| \| 1. Manuel Cunha, \| 20 h 31 min 02 s \| \| \| \| 2. Marco Chagas, \| a 5 s \| \| \| \| 3. António Pinto, \| a 1 min 16 s \| \| \| \| 4. Malcolm Elliott, \| a 1 min 57 s \| \| \| \| 5. José Xavier, \| a 2 min 21 s \| \| \| \| 6. Fernando Carvalho, \| a ? min ? s \| \| \| \| 7. Eduardo Correia, \| a ? min ? s \| \| \| \| 8. João Santos, \| a ? min ? s \| \| \| \| 9. Jacinto Paulinho, \| a ? min ? s \| \| \| |                  |  |  |
| 1. Manuel Cunha, | 20 h 31 min 02 s |  |  |
| 2. Marco Chagas, | a 5 s            |  |  |
| 3. António Pinto, | a 1 min 16 s     |  |  |
| 4. Malcolm Elliott, | a 1 min 57 s     |  |  |
| 5. José Xavier, | a 2 min 21 s     |  |  |
| 6. Fernando Carvalho, | a ? min ? s      |  |  |
| 7. Eduardo Correia, | a ? min ? s      |  |  |
| 8. João Santos, | a ? min ? s      |  |  |
| 9. Jacinto Paulinho, | a ? min ? s      |  |  |

## Classificações secundárias
| Classificação por pontos          | Manuel Cunha,         |
| Classificação do melhor escalador | Carlos Moreira,       |
| Classificação da melhor equipa    | Sporting-Laranjina C, |

## Lista das equipas
| Lousa-Trinaranjus-Akai | Sporting-Laranjina C    | ANC-Halfords |
|                        |                         |              |
| Sicasal-Torreense      | Garcia-Joalheiro        | Boavista     |
|                        |                         |              |
| Ajacto-Morphy Richards | Tavira-Estande Custódio |              |
|                        |                         |              |
|                        |                         |              |

## Ligaçõe(s) externa(s)
A Volta ao Algarve 1986 no siteducyclisme.net.